# Cape Spear

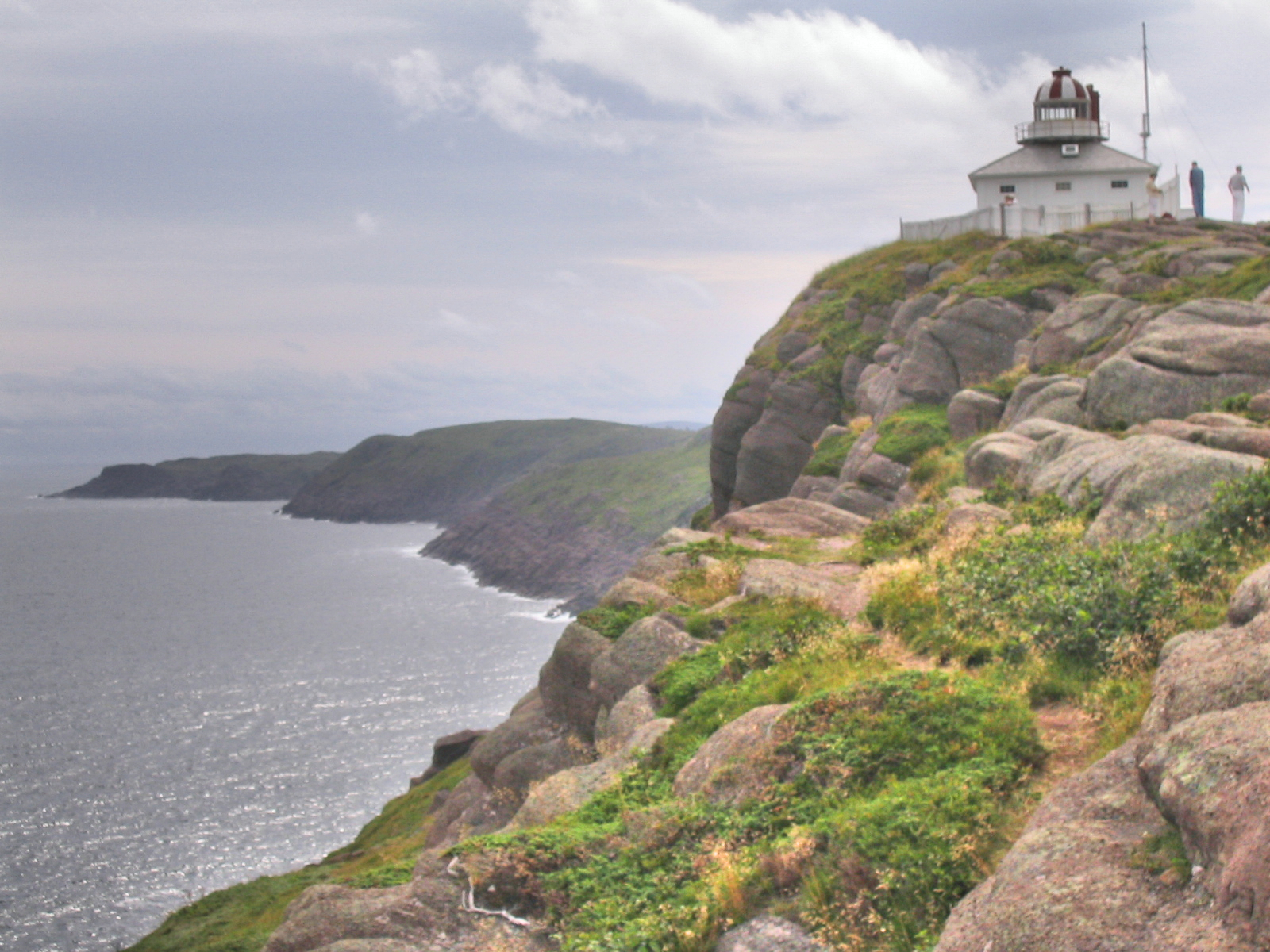
Latarnia morska

Cape Spear – przylądek, będący najdalej na wschód wysuniętym punktem w Kanadzie. Położony jest na półwyspie Avalon, niedaleko St. John’s w Nowej Fundlandii (52°37′W). Portugalczycy nazwali to miejsce „Cabo da Esperança” (Przylądek Nadziei), natomiast Francuzi „Cap d’Espoir”.
Cape Spear bywa określany mianem najbardziej na wschód wysuniętego punktu Ameryki Północnej, niemniej dalej na wschód położona jest również zaliczana do tego kontynentu Grenlandia.